# Shanghai Disneyland Hotel
Shanghai Disneyland Hôtel est l'un des deux hôtels situés à Shanghai Disney Resort. L'hôtel est dans le style Art Nouveau, avec une thématisation Disney,,. L'hôtel est situé en face de Wishing Star Lake du Parc Shanghai Disneyland.

## Le Bâtiment

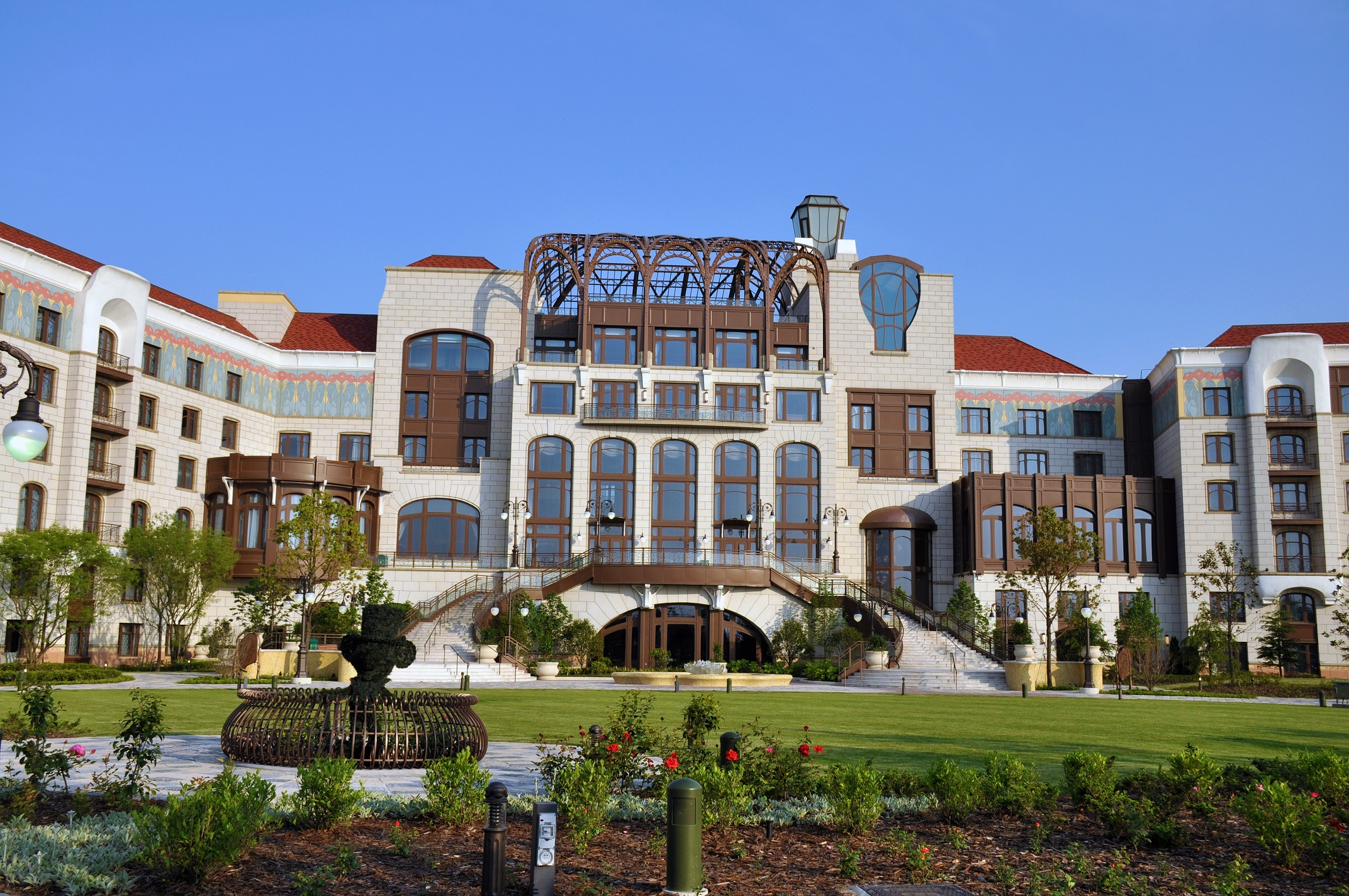
La façade de l'Hôtel du Jardin

L'architecture de l'hôtel, caractérisée par des formes vibrantes avec des lignes dynamiques et ondulantes, s'inspire du mouvement Art Nouveau. Cette caractéristique apparaît dans l'architecture, les graphiques, les revêtements de murs et de fenêtres de l'hôtel et même les meubles. L'hôtel se compose d'un bâtiment principal et de trois ailes . Ils sont tous du même style architectural. Toutes les sections sont parementées de pierre blanche et surmontées d’une décoration florale atteignant le haut des façades (exception faite pour la section principale). Toutes les menuiseries des fenêtres et des portes sont de couleur marron. Certaines portes et certaines fenêtres ont les têtes de dormant en arc tandis que d’autres sont rectangulaires.
Sur le plan original de la Walt Disney Imagineering, l’Hôtel est divisé en 7 sections :
- Le corps principal de l'hôtel, de forme rectangulaire, est haut de 7 étages. En son sein se trouve le grand Hall et dont la hauteur est égale à 3 étages. Cet élégant Hall possède de beaux vitraux au plafond ainsi qu'un motif musical et floral accentués par une grande statue de Mickey Mouse conduisant les autres personnages dans un mini-orchestre. Ce lobby a des nuances des grands atriums de la flotte Disney Cruise Line. La clientèle de l’hôtel à la possibilité de se rendre au restaurant Lumiere’s Kitchen par un escalier monumental, éclairé par un grand luminaire suspendu. A droite, se trouve les deux autres restaurants : Bacchus Lounge et le Ballet Café donnant vu sur le lac. A gauche, les clients pourront trouver leur souvenir idéal au Tinker Bell Gifts. Cette partie centrale de l’hôtel est surmontée d’une grande couronne dont les bords de celle-ci épouse les bords du bâtiment.
- Les ailes contenant les chambres sont reliées par des corridors aux façades marrons. Le King Triton Pool se situe sur la première aile, située à l’ouest.
- Au sud de l'hôtel s'étale une grande salle de bal à la forme rectangulaire et en hommage à Cendrillon.
- En descendant les marches de l’Hôtel, les clients pourront profiter du parc naturel paysager. Situé entre le lac et l’hôtel, celui-ci est composé d’une fontaine dont sa forme rappelle celle d’une fleur et d’une aire de jeu d’eau nommé Hakuna Matata Oasis, en se dirigeant vers la gauche. Un peu plus loin, le jardin, dont les fleurs et les arbres sont variées, possède un buisson taillé pour ressembler à Mickey et de la calèche de Cendrillon.

Situé à environ 15 minutes du parc à pied (ou moins en bateau ou en bus), Shanghai Disneyland se trouve directement à l'opposé de l'Hôtel. Shanghai Disney Resort propose donc un transport de bateau et d'autobus régulier. Par conséquent, l'Hôtel offre des vues impératrices sur le Enchanted StoryBook Castle et ses feux d'artifice.

## Les Services de l'Hôtel

### Les Chambres
- Deluxe Garden View est une chambre avec vue sur le jardin pour 219 €.
- Deluxe Lake View est une chambre avec vue sur le lac pour 246 €.
- Deluxe Park View est une chambre avec vue sur le parc pour 272 €.
- Club Level est une chambre avec vue sur le parc pour 286 €.
- Magic Kingdom Suite est une chambre avec vue sur le parc ou le jardin pour 419 €.
- Fantasia Suite est une chambre avec vue sur le jardin pour 552 €.
- Sorcerer Suite est une chambre avec vue sur le parc pour 619 €.

### Les Restaurants
Shanghai Disneyland Resort possède une variété de restaurant ,. 
- Lumiere's Kitchen est un buffet ouvert pour le petit-déjeuner et le dîner, basé sur le dessin animé de La Belle et la Bête. Les clients ont également la possibilités de rencontrer les personnages Disney.
- Aurora est un restaurant de service à table proposant une cuisine asiatique moderne avec des vues sur le lac du Resort.
- Ballet Café est un restaurant basé sur la séquence "Dance of the Hours" du film Fantasia de la Walt Disney Productions. Il partage le thème avec Bacchus Lounge, le bar du hall de l'hôtel.
- Bacchus Lounge est un restaurant proposant du thé et des pâtisseries savoureuses de jour et des cocktails inspirés avec des apéritifs. Le décor est inspiré par la séquence du film d'animation classique Disney : "Fantasia", présentant des scènes de dieux, de nymphes et de centaures hors de la mythologie grecque.

### Les Espaces de Loisirs
L'Hôtel offre également divers activités au sein de l'établissement. 
- Inspiré par le film d'animation Disney Le Roi Lion, Hakuna Matata Oasis est un espace sauvage disposant d'une zone de jeux d'eau sur le thème de la savane et d'un labyrinthe de haies - et est exclusivement réservé à la clientèle du Shanghai Disneyland Hotel.
- Mickey Mouse Playhouse est un centre d'activité permettant aux familles de créer, de rire et d'explorer dans un lieu de jeu spécial rempli de surprises et de pur délice de Disney.
- Inspiré par La Petite Sirene, le King Triton Pool offre un plaisir aquatique aux clients du parc pour la natation ou tout simplement la détente, dans l'élégance Art Nouveau du Shanghai Disneyland Hotel. La piscine est tapissée de mosaïque sur le thème du film.

### La Boutique
- Tinker Bell Gifts propose plusieurs articles dont des bijoux, des jouets et des peluches, de la décoration de maison, des objets de collection, des pin's, des montres, des costumes, des couvres-chefs, des cadeaux alimentaires, de la papeterie, des vêtements et des accessoires, et le PhotoPass.

## Liens Externes
- Sites officiels : www.shanghaidisneyresort.com/en/hotels/shanghai-disneyland-hotel et www.shanghaidisneyresort.com/hotels/shanghai-disneyland-hotel